# Kot w butach (Shrek)
Kot w butach – fikcyjna postać z cyklu pełnometrażowych filmów animowanych Shrek, wzorowana na baśniowym Kocie w butach. W oryginale głosu użycza mu Antonio Banderas, a w polskiej wersji językowej Wojciech Malajkat.
Kot w butach posiada cechy zwierzęce (np. ciało kota, niektóre kocie zachowania i odruchy) oraz ludzkie (np. wyprostowana postawa, możliwość mówienia). Ma hiszpański akcent i jest bardzo honorowy. Luźno nawiązuje do postaci Zorro – do walki używa szpady i pazurów. Postać po raz pierwszy pojawiła się w filmie Shrek 2 jako płatny zabójca, któremu Król Harold i Wróżka Chrzestna zlecają wyeliminowanie Shreka. Bohaterowie jednak szybko się zaprzyjaźniają.
Kot w butach jest także bohaterem własnych produkcji. W roku 2011 swoją premierę miał film Kot w butach (będący spin-offem filmów z serii Shrek) opowiadający historię życia Kota zanim poznał Shreka. W 2022 roku ukazała się jego kontynuacja – Kot w butach: Ostatnie życzenie. W roku 2012 powstał film krótkometrażowy Kot w butach: Trzy diabły, a w latach 2015-2018 emitowany był serial animowany pt. Przygody Kota w butach.